# Хендли Пејџ HP.21
Хендли Пејџ HP.21 (енгл. Handley Page HP.21) је ловачки авион направљен у Уједињеном Краљевству. Авион је први пут полетео 1923. године. 

Ово је био прототип ловца за носаче авиона РМ САД, али није ушао у производњу.
Највећа брзина авиона при хоризонталном лету је износила 233 km/h.
Распон крила авиона је био 8,91 метара, а дужина трупа 6,55 метара.

## Наоружање
| Наоружање авиона: Хендли Пејџ HP.21 |          |
| Ватрено (стрељачко) наоружање       |          |
| Топ                                 |          |
| Митраљез                            |          |
| Број и ознака митраљеза             | 2 Марлин |
| Калибар                             | 7,7      |
| Бомбардерско наоружање (бомбе)      |          |
| Ракетно наоружање (ракете)          |          |